# 布部山之戰
布部山之戰，是日本战国时代由山中幸盛率領的目标为复兴尼子氏的尼子再興軍，與毛利軍之間爆發的一场戰事，于永禄十三年二月十四日（1570年3月20日）爆发在出云国布部山（今岛根县安来市广濑町布部）。这场战事被后世的军记物称为是“今日为尼子、毛利之间的最后一战”的激战。

## 背景
永祿9年（1566年）11月28日，尼子義久向毛利元就降伏，尼子家滅亡。之後，尼子家家臣山中幸盛、立原久綱圖謀尼子家再興，於1568年前往京都東福寺，迎立新宮黨尼子誠久之子尼子勝久還俗。
翌年永祿12年（1569年），山中幸盛經由但馬、隱岐於出雲上陸，佔領出雲忠山，並攻略新山城，出雲一國除了月山富田城外，幾乎落入尼子手中。同年9月，於石見國成功擊退毛利軍（原手合戰）。
毛利元就有感於此，於是產生危機意識，將伊予及北九州的毛利軍主力召還，轉向出雲方面進軍。由毛利輝元・吉川元春・小早川隆景擔任先鋒，自石見前往出雲討伐尼子再興軍。
尼子勢掌握情報後，考量隱岐為清叛變（美保關之戰），以及進攻月山富田城失敗，造成再興軍兵力折損等等不利情勢，決定由總大將尼子勝久率兵由石見路前往月山富田城途中的布部山（現在的島根縣安來市廣瀨町布部）布陣，以阻擊毛利。

### 布部山之戰

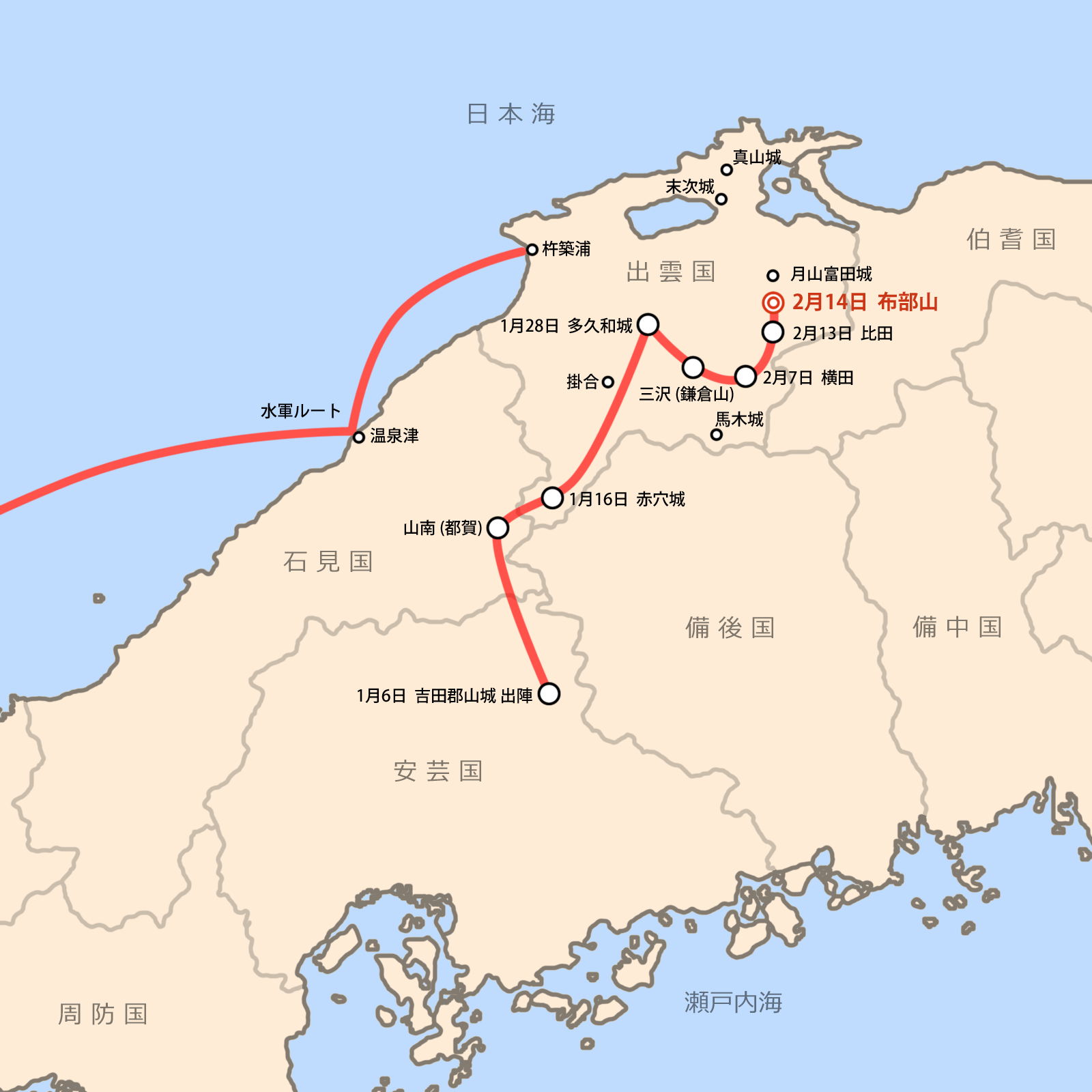
毛利军对尼子再兴军进攻路线

尼子軍在布部山的2個登山口(水谷口・中山口)布陣，全軍由山中幸盛擔任大將，率領6,800兵，等待毛利軍的攻擊。其中水谷口部分，尼子軍由山中幸盛・立原久綱率兵，與毛利軍的吉川元春・小早川隆景對峙，中山口則由尼子軍的秋上宗信、横道秀綱，與毛利軍的福原・桂對峙。
戰爭初期，有地利之便的尼子軍佔有優勢，但吉川元春率領別働隊循小路登上布部山頂，突襲尼子軍本陣，同時山下的毛利軍本隊也發動攻擊，在雙方夾擊之下，造成尼子勢總崩而敗北。尼子軍先退往末次城，但毛利軍緊追不捨，勝久退往尼子軍的根據地真山城。當時山中幸盛在伯耆的末石城籠城，吉川元春故意揚言要攻擊末石城旁邊的大山寺，山中幸盛於是設伏於大山寺，但吉川元春突然轉攻末石城，山中幸盛促不及防，被吉川攻入城中而遭俘獲（不久自行脫逃）。

## 参战武将

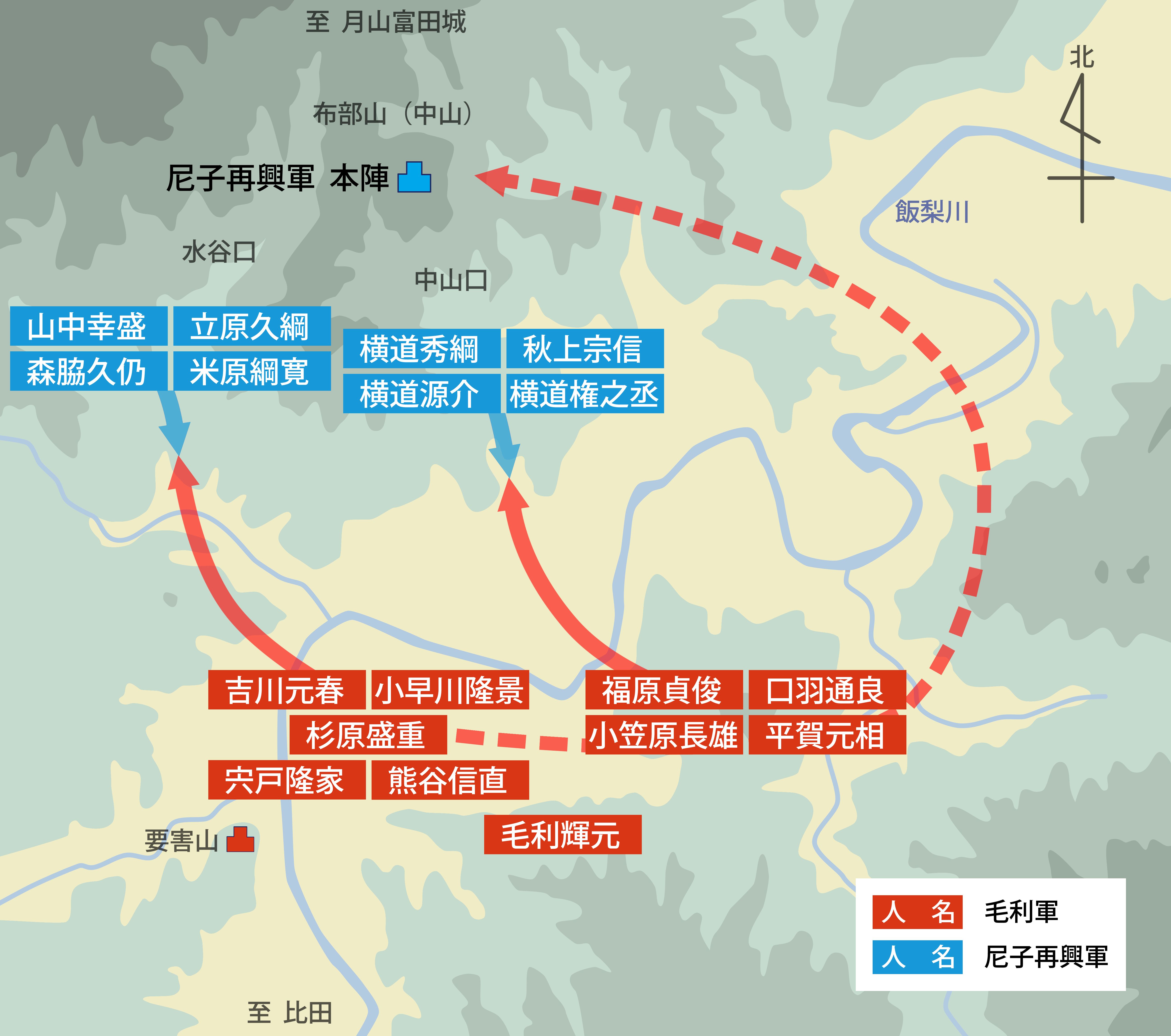
布部山之战两军布阵图

- 下文表 †者为战死。

### 毛利军

#### 水谷口
第一阵：

- 吉川元春
- 小早川隆景
- 吉川元長

第二陣：

- 杉原盛重

第三陣：

- 宍户隆家
- 熊谷信直
- 天野元定（日语：天野元定）
- 益田藤兼（日语：益田藤兼）

布阵不明：

- 境又平（井筒女助）
- 山县宗右衛門
- 境七郎右衛門
- 小坂越中守
- 细迫左京亮 †

#### 中山口
第一陣：

- 吉田勢
- 福原贞俊
- 桂元忠
- 志道元保（日语：志道元保）
- 儿玉就久
- 儿玉弥七郎 †
- 赤川元保
- 口羽通良
- 粟屋元真
- 粟屋元光 †
- 粟屋又左衛門

第二陣：

- 小笠原長雄（日语：小笠原長雄）
- 平賀元相
- 楢崎長景
- 木梨

布阵不明：

- 田門右衛門尉 †
- 中井善左衛門
- 飯田与十郎
- 飯田小三郎
- 江田七郎右衛門
- 浅原助六
- 国司元武（日语：国司元武）

#### 后阵（本阵）
- 毛利輝元

#### 游軍
- 三泽为清（日语：三沢為清）
- 三刀屋久祐（日语：三刀屋久扶）
- 佐波
- 赤穴久清（日语：赤穴盛清）
- 宍道隆慶（日语：宍道隆慶）
- 益田

### 尼子再兴軍

#### 水谷口
第一陣：

- 森脇久仍（日语：森脇久仍）
- 真木与市 †
- 中井平蔵
- 米原纲宽（日语：米原綱寛）

第二陣：

- 山中幸盛
- 立原久綱
- 隠岐三郎五郎 †
- 加藤彦四郎
- 寺本市之允
- 寺本四郎三郎 †
- 東藤八 †

第三陣：

- 力石九郎兵衛
- 高尾右馬允
- 高尾惣兵衛
- 黒正

布阵不明：

- 馬来与三右衛門
- 神西元通
- 進左吉兵衛
- 馬田平左衛門
- 目加田団右衛門
- 目加田采女佐
- 池田与三郎
- 相良助九郎
- 比田十郎太郎
- 徳吉孫九郎
- 真野
- 屋葺

#### 中山口
第一陣：

- 牛尾弾正忠
- 横道源介
- 横道権之丞
- 遠藤甚九郎
- 馬田入道
- 金尾半四郎 †
- 飛石孫太夫 †
- 由利甚七 †

第二陣：

- 横道秀纲 †
- 岸左馬進
- 秋上宗信
- 羽倉孫兵衛
- 平野嘉兵衛
- 松田誠保（日语：松田誠保）
- 熊野兵庫介
- 熊野治郎

布阵不明：

- 疋田右近
- 疋田右衛門尉
- 岸孫右衛門
- 古志新十郎
- 福山次郎左衛門
- 吉田三郎左衛門
- 吉田八郎左衛門
- 長森吉内
- 浅山太郎次郎
- 日野介六
- 牛尾大炊之助
- 足立治郎左衛門
- 目黒左近右衛門（自尽）
- 熊谷
- 原
- 吉岡
- 石塚与一

## 结果
此戰中，尼子十勇士之一的橫道秀綱被中井善左衛門討取，真木與一也戰死，米原綱寬於京都出家，神西元通被毛利方驅逐，熊野久忠向毛利軍投降，尼子再興軍勢力急遽衰退，1571年8月下旬，尼子家在出雲最後的據點真山城，也在毛利軍攻擊下陷落。原本籠城抵抗的勝久逃往隱岐，尼子再興軍的勢力自出雲被完全驅逐出境。